# Vully-les-Lacs
Vully-les-Lacs es una comuna suiza del cantón de Vaud, situada en el distrito de Broye-Vully, a orillas de los lagos de Neuchâtel y Morat. Limita al norte con la comuna de Cudrefin, al este con Haut-Vully (FR), al sur con Avenches (FR), y al oeste con Delley-Portalban (FR) y Saint-Aubin (FR).
La comuna es el resultado de la fusión el 1 de julio de 2011 de las antiguas comunas de Bellerive, Chabrey, Constantine, Montmagny, Mur, Vallamand y Villars-le-Grand.